# Parafia św. Barbary w Dołdze
Parafia Świętej Barbary w Dołdze – parafia rzymskokatolicka z siedzibą w Dołdze należąca do dekanatu międzyrzeckiego w diecezji siedleckiej. Kościołem parafialnym jest Kościół św. Barbary w Dołdze.

## Zasięg parafii
Do parafii należą wierni z miejscowości: Dołha, Puchacze, Sokule, Surmacze, Szachy.

## Proboszczowie
- ks. Leszek Przybyłowicz (od 15 lutego 2015 roku do 30 czerwca 2021 roku)[1][2]
- ks. mgr Mirosław Stańczuk (od 01.07.2021)[3].